# A Grande Família (1972)
A Grande Família é uma série de televisão brasileira produzida pela TV Globo e exibida de 26 de outubro de 1972 a 27 de março de 1975, às 21h00, tendo totalizado 112 episódios. Originalmente os primeiros episódios foram baseados no seriado estadunidense All in the Family, porém logo na primeira temporada viu-se a necessidade de transformá-lo em algo que retratasse a rotina do subúrbio tipicamente brasileiro. Criado por Oduvaldo Vianna Filho e Armando Costa, com roteiros de Max Nunes, Roberto Freire e Paulo Pontes, dirigida na primeira temporada por Milton Gonçalves e depois por Paulo Afonso Grisolli.
A narrativa dos episódios se concentrava numa família sempre muito unida, que tentava, à sua maneira, sobreviver às dificuldades financeiras e de relacionamento. As críticas sociais eram feitas de forma muito criativa, na tentativa de driblar a censura da época, embora nem sempre fosse possível fugir dos cortes implacáveis dos censores.

## Enredo
Lineu Silva é casado com a dona de casa Irene, mais conhecida como "Dona Nenê". Eles tem três filhos, Júnior, um estudante com visões revolucionárias do mundo; Tuco, um hippie que aproveita ao máximo sua liberdade, o que o leva a ter dificuldades de manter um emprego; e Bebel, uma moça mimada, casada com o malandro Agostinho, que é garçom de um motel. Com eles também vive o pai de Nenê, o rabugento Floriano, um homem aposentado que passa o dia todo dormindo e às turras com os netos.

## Produção
Em 1972 a direção da TV Globo decidiu criar uma versão do seriado estadunidense All in the Family, que retratasse a vida de uma família comum cheia de humorados conflitos. A série estreou no mesmo dia que Shazan, Xerife & Cia.. Após uma primeira temporada de 6 episódios foi duramente criticada pelo público, que não se via retratada nas situações adaptadas do programa estrangeiro. A emissora notou a necessidade de promover uma maior identificação do público com os personagens e toda a história foi reformulada para retratar o subúrbio brasileiro, sendo que Oduvaldo Vianna Filho e Armando Costa passaram a criar textos originais baseados na vivencia nacional, sob direção agora de Paulo Afonso Grisolli e tendo ainda roteiros de Roberto Freire e Max Nunes.
Para além disso, a família se mudou para um conjunto habitacional do subúrbio, onde eram abordados assuntos como o alto custo de vida, o desemprego e a falta de perspectivas para os jovens. O objetivo era aumentar os índices de audiência, que não estavam agradando à TV Globo, e as mudanças surtiram efeito: em apenas dois meses a audiência do humorístico disparou, vindo finalmente o sucesso popular e a total adesão da crítica ao programa. O programa foi ao ar todas as quintas-feiras e foram produzidos 112 episódios.

### Mudanças na equipe
Djenane Machado se negou a continuar no segundo ano da série, tendo se desagradado com a mudança de uma família de classe média para uma de subúrbio. A atriz foi substituída por Maria Cristina Nunes sem maiores explicações. Em julho de 1974 Oduvaldo Vianna Filho faleceu de câncer e Paulo Pontes assumiu o cargo de redator principal ao lado de Armando. Porém, sem conseguirem continuar o trabalho de Oduvaldo, que retratava fielmente o povo brasileiro da classe operária, a série chegou ao fim no ano seguinte. A série foi exibida a cores em seu último dia, que foi em 27 de março de 1975.

### Especial de Natal
Em 22 de dezembro de 1987, a Globo exibiu um especial de Natal com A Grande Família, reunindo todo o elenco original e convidados especiais. O programa mostrava como estava a família doze anos depois, com o nascimento dos netos (4 de Júnior, 2 de Bebel e 1 de Tuco) de Lineu e Nenê. Foi escrito por Marcílio Moraes e dirigido por Paulo Afonso Grisolli. O especial contou com a participação de Pedro Cardoso interpretando "Surrão", um namorado de Bebel. Ironicamente, Pedro Cardoso viveria 14 anos mais tarde o personagem Agostinho Carrara (marido de Bebel) na nova versão do seriado.

## Elenco
| Ator/Atriz           | Personagem                         | Temporadas | Temporadas | Temporadas | Temporadas |
| Ator/Atriz           | Personagem                         | 1ª 1972    | 2ª 1973    | 3ª 1974    | 4ª 1975    |
| -------------------- | ---------------------------------- | ---------- | ---------- | ---------- | ---------- |
| Jorge Dória          | Lineu Silva                        |            |            |            |            |
| Eloísa Mafalda       | Irene Souza Silva (dona nenê)      |            |            |            |            |
| Luiz Armando Queiroz | Artur Silva (Tuco)                 |            |            |            |            |
| Djenane Machado      | Maria Isabel Silva Carraro (Bebel) |            |            |            |            |
| Maria Cristina Nunes | Maria Isabel Silva Carraro (Bebel) |            |            |            |            |
| Osmar Prado          | Lineu Silva Júnior (Júnior)        |            |            |            |            |
| Paulo Araújo         | Agostinho Carraro                  |            |            |            |            |
| Brandão Filho        | Floriano Souza (Seu Flor)          |            |            |            |            |

### Adição do Especial 12 Anos
| Ator/Atriz        | Personagem        | Designação                 |
| ----------------- | ----------------- | -------------------------- |
| Carlos Gregório   | Viriato           | 2º Ex-Marido de Bebel      |
| Pedro Cardoso     | Inácio "Surrão"   | Namorado de Bebel          |
| Marcella Pereira  | Chiquinha Carrara | Filha de Bebel e Agostinho |
| Jonathan Nogueira | Tiago             | Filho de Bebel e Viriato   |
| Denise Bandeira   | Odíra             | Esposa de Júnior           |
| Isolda Cresta     | Dona Maria        | Sogra de Júnior            |
| Aída Leiner       | Valéria           | 2ª Esposa de Tuco          |